# Americký gigolo
Americký gigolo (v anglickém originále American Gigolo) je americký film z roku 1980, který natočil režisér Paul Schrader podle vlastního scénáře. Vypráví o gigolovi Julianu Kayeovi (Richard Gere), který se zaplete s manželkou významného politika a poté se stane hlavním podezřelým z vraždy. Dále ve filmu hráli Lauren Hutton, Héctor Elizondo, Bill Duke a další. Autorem hudby k filmu je Giorgio Moroder a ústřední píseň nazpívala Debbie Harry (doprovázena její skupinou Blondie). Hudba byla nominována na Zlatý glóbus za nejlepší hudbu a píseň na Zlatý glóbus za nejlepší filmovou píseň.